# Perícia

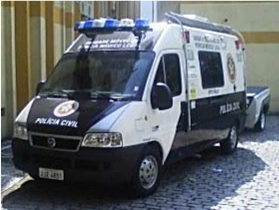
Furgão usado na perícia policial.

Perícia (do termo latino perìtia, derivado por sua vez de perìtus, "experto") é a análise técnica de uma situação, fato ou estado redigida por um especialista numa determinada disciplina, o perito. É um exame realizado por profissional especialista, legalmente habilitado, destinado a verificar ou esclarecer determinado fato, apurar as causas motivadoras do mesmo, ou o estado, a alegação de direitos, ou a estimação da coisa que é objeto de litígio ou processo.

## Conceito
Dentre os vários meios produtores de prova no direito, a perícia se destaca como um meio especial, na qual o concurso de um profissional especialista na área em questão faz-se necessário para o esclarecimento de fatos técnicos. A crescente e continuada complexificação da atual sociedade tecnológica exige, cada vez mais, a tradução do que é técnico, de forma a ser entendido por todos. A análise técnica do caso irá trazer, à luz, a veracidade de fatos ou circunstâncias.
A perícia pode ter várias naturezas, a depender de seu objeto de estudo: pode ser criminal, de engenharia, ambiental, de medicina, de tecnologia; enfim, dos mais variados ramos em que o concurso do conhecimento técnico se faça necessário.
Em direito, perícia é um meio de prova em que pessoas qualificadas tecnicamente (os peritos), nomeadas pelo juiz, ou oficialmente constituídos por concurso público, analisam fatos juridicamente relevantes à causa examinada, elaborando um laudo. É um exame que exige conhecimentos técnicos e científicos a fim de comprovar (provar) a veracidade de certo fato ou circunstância. Para auxiliar as partes nas questões técnicas, poderá haver o profissional denominado "assistente técnico", também profissional, que acompanhará, avaliará e discutirá tecnicamente os trabalhos periciais.
Os quesitos são as perguntas técnicas que as partes querem ver respondidas pelo profissional perito, que, além de auxiliar o trabalho deste, ainda deixam bem clara a objetividade pretendida. Uma boa elaboração de quesitos é parte fundamental na boa produção da prova pericial e eles serão mais ricos quando elaborados conjuntamente por advogados e profissionais especialistas.

## Laudo
As conclusões do perito são lançadas em uma peça chamada laudo pericial ou parecer técnico. O primeiro é elaborado pelo perito do juízo ou perito oficial. O segundo é a peça técnica elaborada pelo perito de confiança das partes. Para elaborar o laudo ou parecer, podem, os peritos (do juízo e das partes), proceder livremente, ouvir testemunhas, colher dados e informações, juntar pesquisas científicas etc.

## Perícia contábil
Segundo o Conselho Federal de Contabilidade, a perícia pode consistir em:
1. vistoria: é a diligência que objetiva a verificação e a constatação de situação, coisa ou fato, de forma circunstancial (caso de perícia realizada em imóveis para constatar dano após acidente);
2. indagação: é a busca de informações mediante entrevista com conhecedores do objeto ou de fato relacionado à perícia;
3. investigação: é a pesquisa que busca trazer ao laudo pericial contábil ou parecer pericial contábil o que está oculto por quaisquer circunstâncias;
4. arbitramento: é a determinação de valores ou a solução de controvérsia por critério técnico-científico (caso de direitos autorais, dano moral);
5. mensuração: é o ato de qualificação e quantificação física de coisas, bens, direitos e obrigações;
6. avaliação: é o ato de estabelecer o valor de coisas, bens, direitos, obrigações, despesas e receitas;
7. certificação: é o ato de atestar a informação trazida ao laudo pericial contábil pelo perito-contador, conferindo-lhe caráter de autenticidade pela fé pública atribuída a este profissional.